# Bercher
Bercher – miejscowość i gmina (commune) w zachodniej Szwajcarii, w kantonie Vaud, w okręgu (district) Gros-de-Vaud. Leży nad rzeką Menthue.

## Demografia
W Bercher mieszka 1321 osób. W 2021 roku 17,6% populacji gminy stanowiły osoby urodzone poza Szwajcarią. 